# Bergsbrukets grader i Tyskland
Bergsbrukets grader i Tyskland visar den hierarkiska ordningen i det tyska bergsbruket.

## Preussen 1890
Bergsmansdräkt och tjänstedräkt med gradbeteckningar användes av de preussiska tillsynsmyndigheterna samt den privata och statliga gruvindustrin i Preussen. Den hierarkiska ordningen från lägsta till högsta rangen var:
| Gradbeteckning       | Statliga tjänstemän | Översättning | Anställda i privat och statlig gruvindustri                        | Översättning                                                                   |
| -------------------- | --- | --- | ------------------------------------------------------------------ | ------------------------------------------------------------------------------ |
| ingen gradbeteckning | - | - | Hauerer                                                            | gruvarbetare                                                                   |
|                      | - | - | Steigern                                                           | understigare                                                                   |
|                      | - | - | Fahrsteigern; Bergbaubeflissener                                   | stigare; bergsstuderande                                                       |
|                      | - | - | Obersteigern; Gruben-Markscheidern                                 | överstigare; gruvmarkscheider                                                  |
|                      | Kontrollierende Markscheidern; Dampfkessel-Revisoren; Bergreferendare; Oberlehrer am Königlichem Bergschulen                                   | kontrollmarkscheider; ångpanneinspektörer, kanslister; överlärare vid de kungliga bergsskolorna                                               | -                                                                  | -                                                                              |
|                      | Inspektoren; Oberinspektoren; Oberbergamts-Markscheidern; Bergassessoren; Direktoren der Königlicher Bergschulen; Bezirksgeologe               | notarier; sekreterare; distriktsmarkscheider; bergsassessorer; rektorerna vid de kungliga bergsskolorna; länsgeologer                         | -                                                                  | -                                                                              |
|                      | Revierbeamte; Landesgeologe | bergmästare; statsgeologer | Mitglieder der Bergwerks-Direktionen;                              | ledamöterna av bergverksdirektionerna                                          |
|                      | Direktoren und Mitgliedern der Oberbergämter, der Ministerial-Abteilung für das Berg-, Hütten- und Salinen-Wesen; Direktoren der Bergakademien | direktörer och ledamöter vid bergsdistrikten, vid ministeriets avdelning för bergs-, hytt- och salinväsendet; rektorerna vid bergsakademierna | Direktoren des Staatswerke; Vorsitzender der Bergwerks-Direktionen | direktörerna för de statliga bergverken; ordförandena i bergverksdirektionerna |

Källa: 

## Preussen 1934
Bergsmansdräkt och tjänstedräkt med gradbeteckningar användes av de preussiska tillsynsmyndigheterna samt den privata och statliga gruvindustrin i Preussen. Den hierarkiska ordningen från lägsta till högsta rangen var:
| Rang | Statliga tjänstemän                                                                          | Översättning                                                                                | Anställda i privat och statlig gruvindustri                                                                  | Översättning                                                                                                |
| ---- | -------------------------------------------------------------------------------------------- | ------------------------------------------------------------------------------------------- | --- | --- |
| 1.   | -                                                                                            | -                                                                                           | Hauer | gruvarbetare                                                                                                |
| 2.   | Bergobersekretär, Bergsekretär, Bergvermessungssekretär                                      | kansliskrivare, kontorsskivare, gruvmätningstekniker                                        | Steiger, Buchhalter                                                                                          | stigare, bokhållare                                                                                         |
| 3.   | Bergrevierinspektor, Bergvermessungsinspektor, Bergvermessungsobersekretär                   | byråassistent, förste gruvmätningstekniker                                                  | Fahrsteiger, Bergbaubeflissener, Bürovorsteher, Hauptkassierer                                               | förste stigare, bergsstuderande, kontorsföreståndare, förste kassör                                         |
| 4.   | Bergrevieroberinspektor                                                                      | förste byråassistent                                                                        | Obersteiger, Betriebsführer, Oberbuchhalter, Markscheider                                                    | överstigare, driftsledare, förste bokhållare, gruvmätare.                                                   |
| 5.   | Bergreferendar, Bergamtmann                                                                  | amanuens, byråinspektör                                                                     | Diplom-Bergingenieur, Diplom-Markscheider, Maschinen-Ingenieur (Dipl.-Ing.)                                  | bergsingenjör, gruvmätningsingenjör (diplomingenjör), maskiningenjör (diplomingenjör)                       |
| 6.   | Bergassessor, Bergrat, Bergs- und Vermessungsrat, Bezirksgeolog                              | byråingenjör, förste byråingenjör, förste byråingenjör (gruvmätare), statsgeolog            | | |
| 7.   | Landesgeolog, Ordentliche Professor der Bergakademie, Bergschuldirektor, Bergrevierbeamte    | förste statsgeolog, ordinarie professor vid bergshögskolan, bergsskolerektor, gruvinspektör | frühere Mitglieder der Bergwerksdirektionen, frühere Direktoren der Staatswerke                              | tidigare ledamöter av bergverksdirektioner, ledamöter av bergverksdirektioner, tidigare statsgruvdirektörer |
| 8.   | Oberbergrat, Ministerialrat der Ministerialabteilung für das Bergwesen, Oberbergamtsdirektor | byrådirektör, avdelningschef vid centrala tillsynsmyndigheten, bergmästare                  | außerordentliche (stellvertretende) Vorstandsmitglieder der staatlichen und privaten Bergwerksgesellschaften | suppleanter i styrelsen för statliga och privata gruvföretag                                                |
| 9.   | Berghauptmann, Ministerialdirigent, Präsident der Geologischen Landesanstalt                 | bergshauptman, överdirektör                                                                 | Ordentliche Vorstandsmitglieder der staatlichen und privaten Bergwerksgesellschaften                         | ordinarie styrelseledamöter i statliga och privata gruvföretag                                              |
| 10.  | Oberberghauptmann                                                                            | överberghauptman                                                                            | - | - |

Källa: 

## Östtyskland 1976
Bergsmansuniform med gradbeteckningar användes vid högtidliga tillfällen vid det östtyska ministeriet för järngruvor, metallurgi och kaliumkarbonat samt vid ministeriet för kol och energi. Den hierarkiska ordningen från lägsta till högsta var:
1. Lehrlinge, Arbeiter, ungelehrnt = lärlíngar och icke yrkesutbildade arbetare.
2. Teilfacharbeiter, Angelernte Arbeiter = delvis yrkesutbildade arbetare, yrkeserfarna arbetare.
3. Facharbeiter, Studenten der Ingenieurschulen = yrkesarbetare, studenter vid ingenjörsskolor.
4. Brigadier, Techniker, Fachschulabsolventen = förmän, tekniker, praktikanter med fackskoleexamen.
5. Steiger, Betriebsingenieure, Hochschulabsolventen = stigare, driftingenjörer, praktikanter med högskoleexamen.
6. Betriebsleiter, Abteilungsleiter in Betrieben über 2000 Beschäftigte,  Fachdirektoren von Betrieben unter 2000 Beschäftigten, Direktoren von Betrieben unter 1000 Beschäftigte = Driftledare, avdelningsledare i företag med över 2000 anställda, fackområdesansvariga i företag med under 2000 anställda, direktörer för företag med under 1000 anställda.
7. Bereichsleiter in den Kombinaten und Betrieben wie z.B. Stahlwerksleiter, Walzwerksleiter bzw.Gruben- und Fabrik-Direktoren in Betrieben unter 2000 Beschäftigte, Fachdirektoren in Betrieben über 2000 Beschäftigte = Områdesansvarig (t.ex. stålverksledare, valsverksledare) i kombinat och företag, gruv- och fabriskdirektörer i företag med under 2000 anställda, fackområdesansvariga i företag med över 2000 ansvariga.
8. Betriebsdirektoren in Betrieben über 2000 Beschäftigte, Fachdirektoren, der Kombinate = driftdirektörer i företag med över 2000 anställda, fackområdesansvariga i kombinaten.
9. Stellvertretende Generaldirektoren, Abteilungsleiter des Ministeriums = ställföreträdande generaldirektörer, avdelningschefer i ministeriet.
10. Stellvertreter des Ministers, Generaldirektoren = ställföreträdande minister, generaldirektörer.
11. Minister = Ansvarig minister

Källa: